# El despertar de una nación
El despertar de una nación( en idioma árabe :  عهد الأمان: صحوة أمة ) es una exposición de arte en Túnez a raíz de una asociación público-privada entre el Instituto Nacional de la Herencia y la Fundación Rambourg Túnez. Su objetivo es salvaguardar la colección de pinturas del Instituto Nacional del Patrimonio relacionadas con el reinado de los husseinitas, formar restauradores y conducir a esta exposición.
Este proyecto requirió el reclutamiento de veinte restauradores tunecinos y extranjeros, que trabajaron durante cinco meses para restaurar cerca de 300 obras de arte. Reconocida por su participación en trabajos de restauración, en la Galería de los Espejos del Palacio de Versalles o en la Galería Apollo  del museo de Louvre, la italiana Cinzia Pasquali fue quien dirigió los talleres de restauración.
Objetos arqueológicos y documentos históricos se añaden a la exposición, además de su faceta artística, un documento visual ilustra una era de reformas emprendidas por Túnez entre 1830 y 1881.

## Obras expuestas
La exposición presenta cerca de 300 obras y objetos históricos -pinturas, manuscritos, dibujos, medallas y trajes- que describen el período de importantes reformas experimentadas por Túnez del siglo XIX.

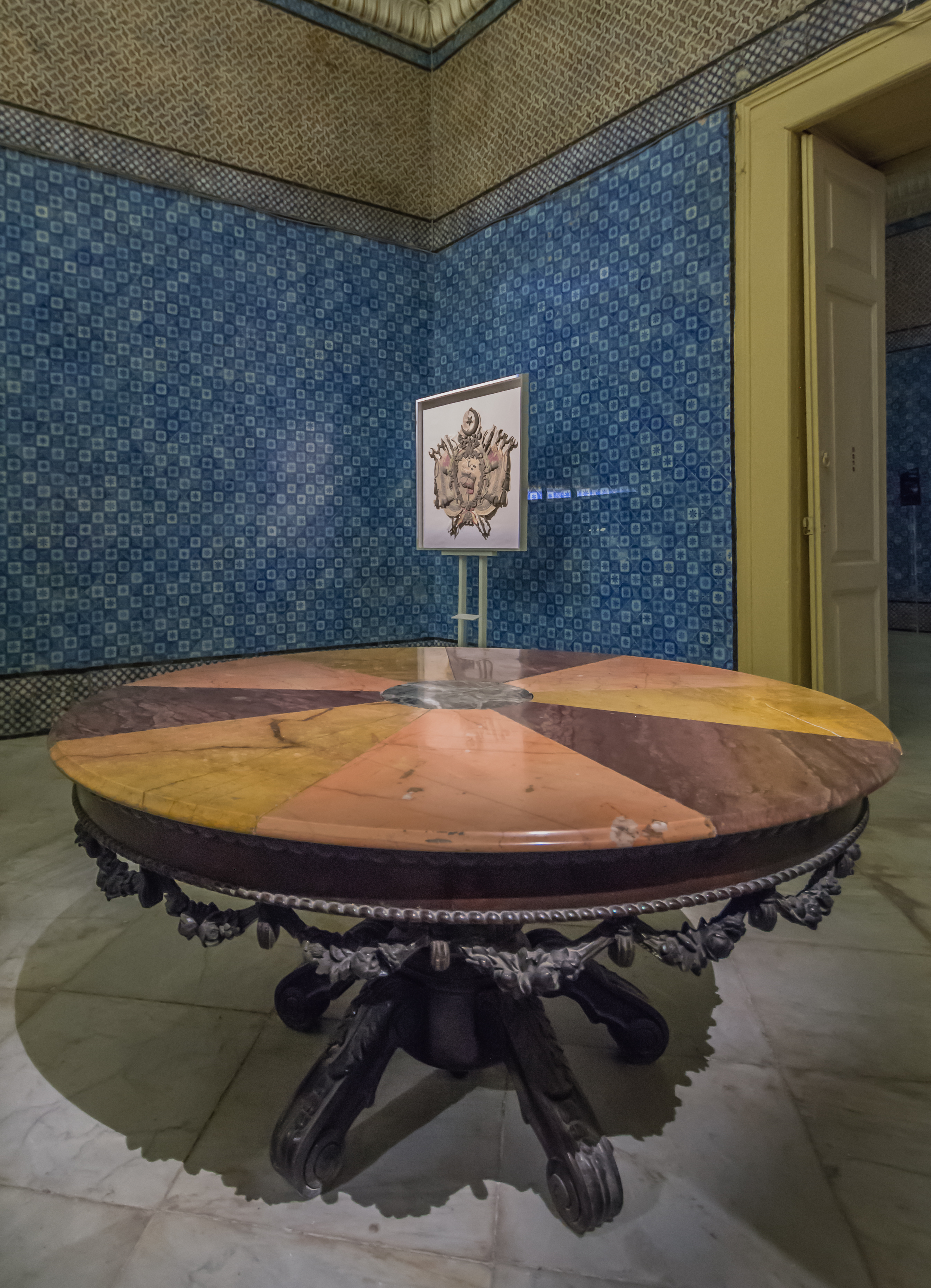
La mesa de pedestales en la que se firmó el tratado de Bardo que estableció el protectorado en 1881 y en la que se firmó el documento de nacionalización de las tierras agrícolas en 1964.
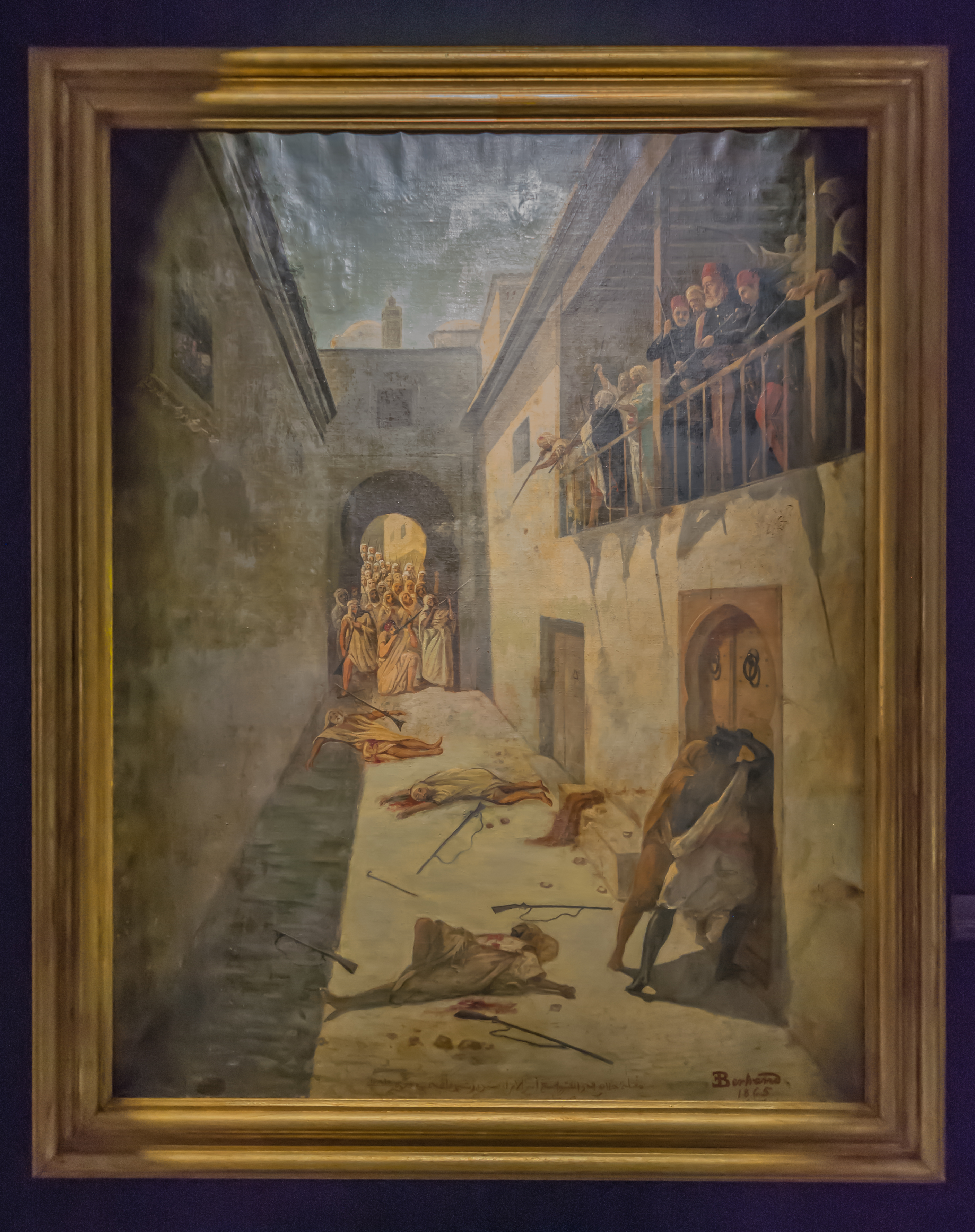
Masacre de Jlass a Kairouan con el Almirante Sidi Rashid Aga , óleo sobre lienzo de Émile Louis Bertrand (1815-1897), 115 x 147,5 cm, 1865 Museo Militar Nacional, inv. 268
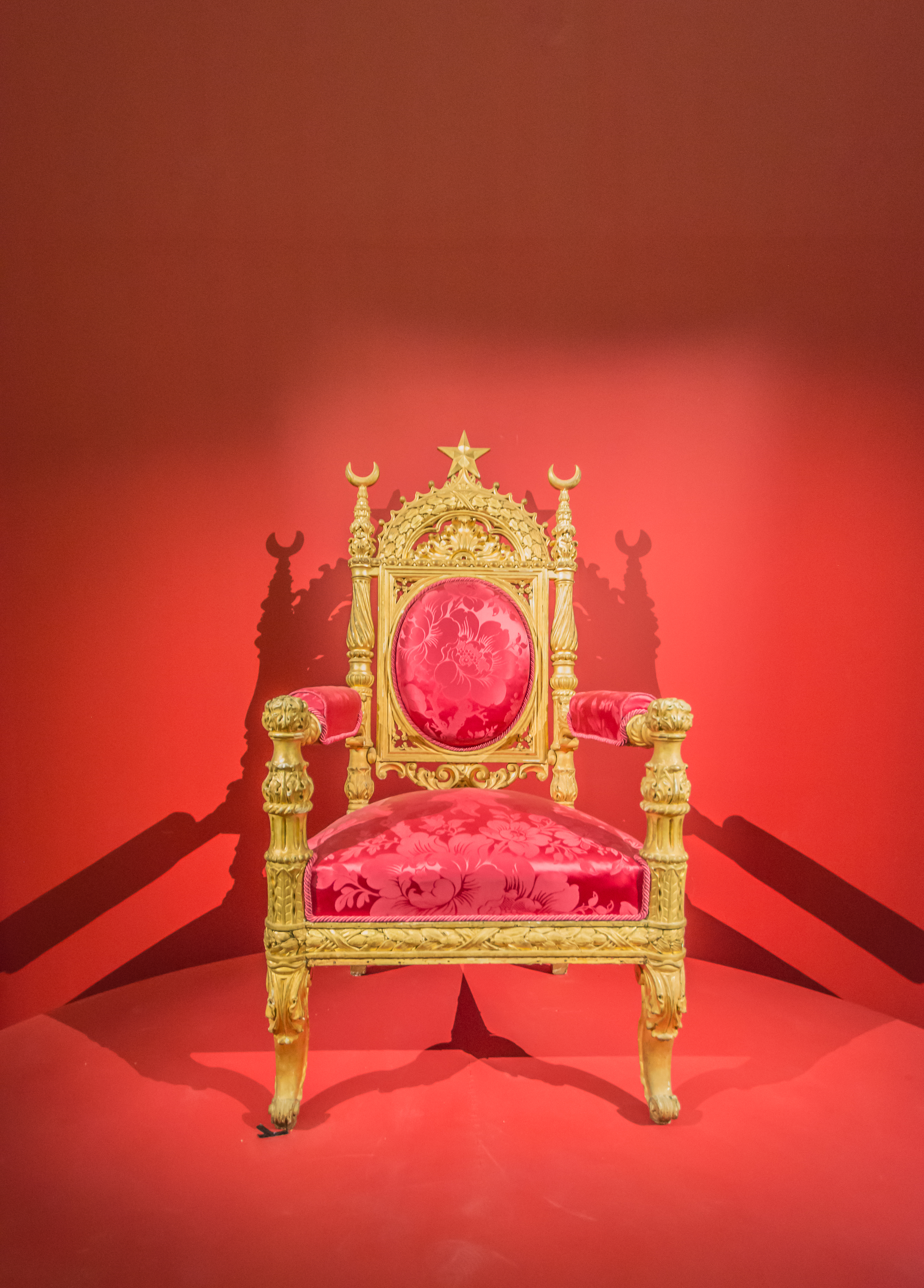
Silla del trono del palacio de Bardo (1846)
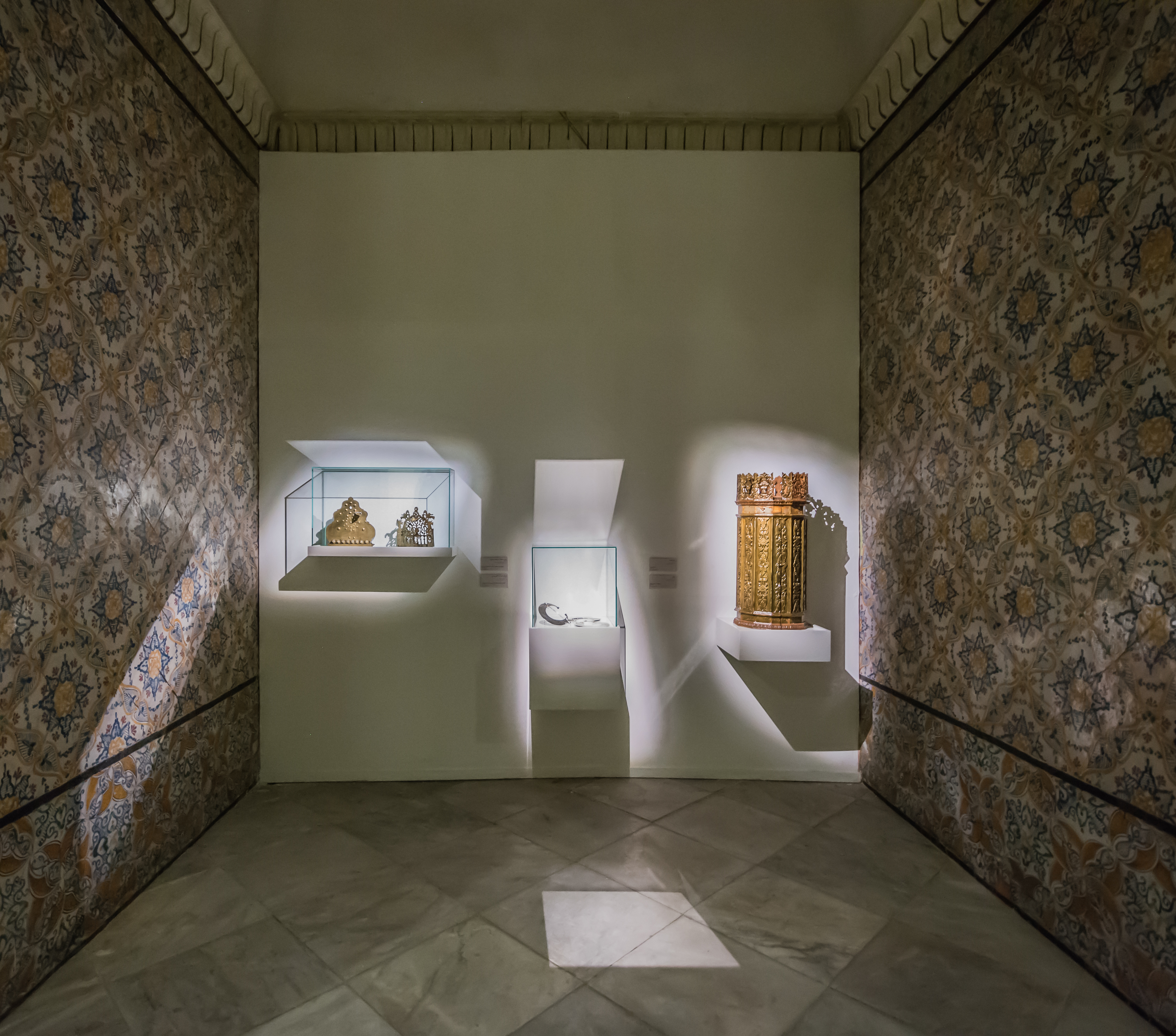
De derecha a izquierda (cofre torah, khlel y hanukkia) del Museo Lalla Hadria en Djerba
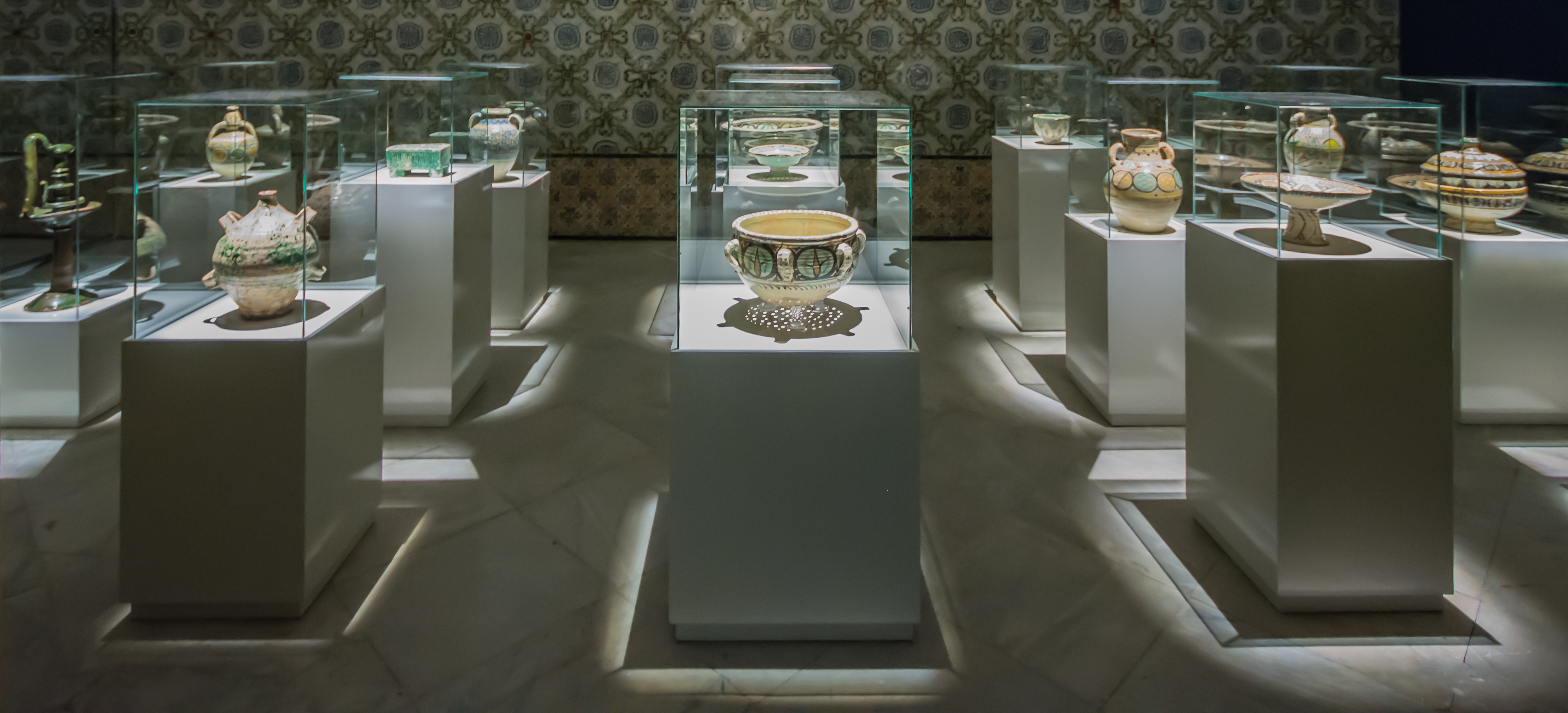
Colección de cerámica del Museo Lalla Hadria
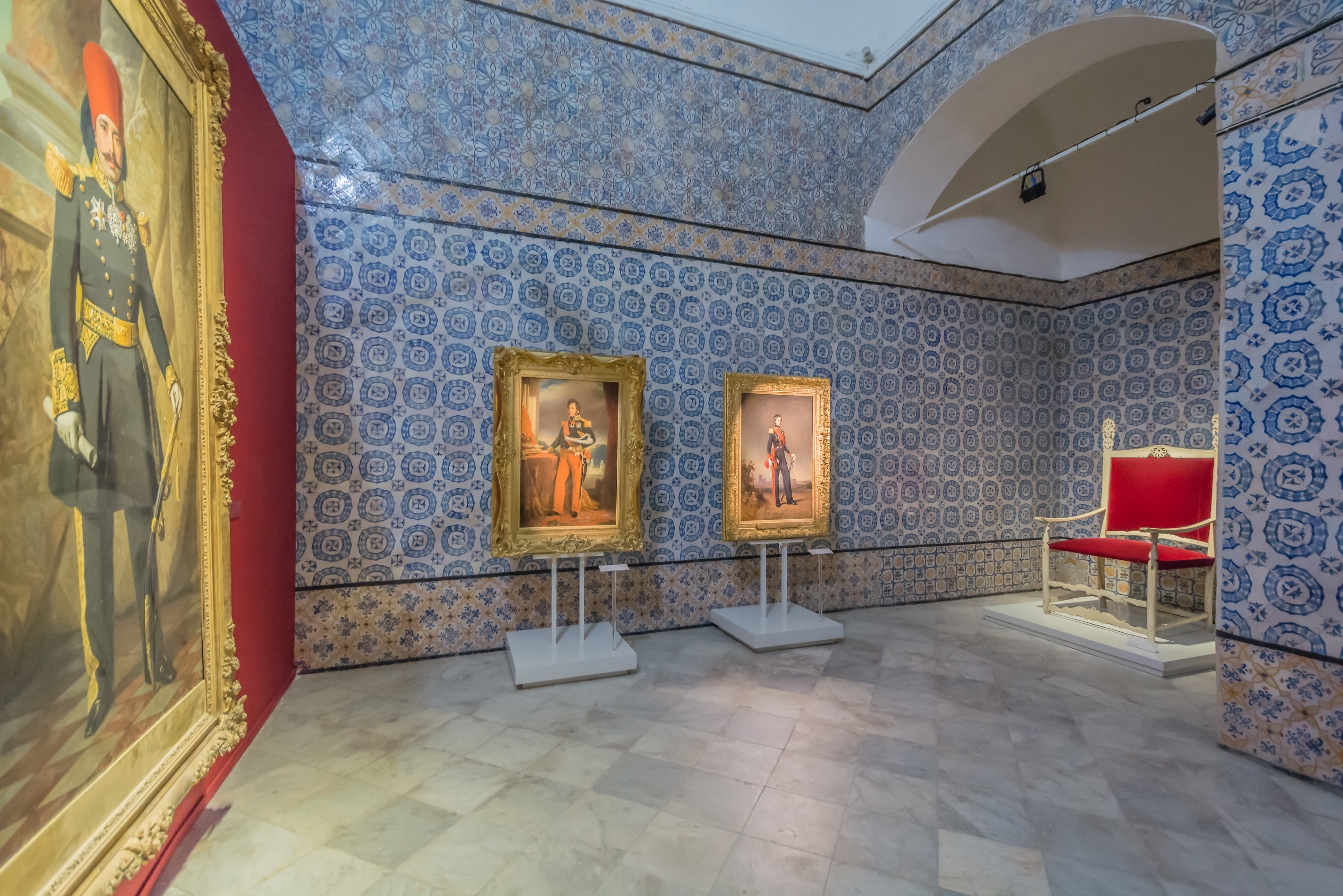
Trono de marfil de cetáceos (1745) y la pintura que Mustafá Khaznadar a la izquierda

## Ubicación
La exposición tiene lugar en el Palacio de Ksar Said, una antigua residencia del Bey situada en Bardo, en los suburbios de Túnez. Fue construido por el hermano de Muhammad III ibn al Husayn, Ismaïl Sunni, durante la primera mitad del siglo  XIX. Después de ejecutar al sunita Muhammad III ibn al Husayn se apropia y el palacio Ksar Said es renombrado como «bendito Palace». Abre sus puertas por primera vez al público con motivo de la exposición.